# Mark Haddon
Mark Haddon (Northampton, 26 settembre 1962) è uno scrittore e poeta britannico.
Ha studiato presso il Merton College di Oxford. Nel 1981 si è laureato all'università di Oxford e tra il 1984 e il 1985 ha ripreso gli studi partecipando al Master della Letteratura Inglese. Finora ha scritto e illustrato quindici libri per ragazzi ed ha lavorato per la radio e la televisione realizzando diverse sceneggiature.
Tra i suoi scritti pubblicati in italiano: Il cavallo parlante e la ragazza triste e il villaggio sotto il mare, un libro di poesie, e Lo strano caso del cane ucciso a mezzanotte, che è il suo libro più famoso. Questo romanzo ha avuto diversi riconoscimenti e, secondo un'intervista rilasciata dall'autore, è stato anche il primo ad essere espressamente scritto per un pubblico adulto. I diritti cinematografici sono stati acquistati dalla Warner Bros.

## Opere

### Libri per ragazzi
- Gilbert's Gobstopper, 1987
- Toni and the Tomato Soup, 1988
- A Narrow Escape for Princess Sharon, 1989
- Agent Z Meets the Masked Crusader, 1993
- Mikie Joy
- Titch Johnson, Almost World Champion, 1993
- Agent Z Goes Wild, 1994 (contiene: At Home, At Playgroup, In the Garden, On Holiday)
- Gridzbi Spudvetch!, 1992
- The Real Porky Phillips, 1994
- Agent Z and the Penguin from Mars, 1995
- The Sea of Tranquility, 1996
- Secret Agent Handbook
- Agent Z and the Killer Bananas, 2001
- Ocean Star Express, 2001
- The Ice Bear's Cave, 2002
- Boom! ovvero La strana avventura sul pianeta Plonk (Boom!, 2009), Torino, Einaudi, 2009, ISBN 978-88-06-20047-3.

### Romanzi
- Lo strano caso del cane ucciso a mezzanotte (The Curious Incident of the Dog in the Night-time, 2003), Torino, Einaudi, 2003,
 (vincitore del Premio Alex e del McKitterick Prize nel 2004), ISBN 88-06-166-48-4.
- Una cosa da nulla (A Spot of Bother, 2006), Torino, Einaudi, 2005.
- La casa rossa (The Red House, 2012), Torino, Einaudi, 2012, ISBN 978-88-06-21184-4.
- La focena (The Porpoise, 2019), Torino, Einaudi, 2020, ISBN 978-88-06-24492-7.

### Racconti
- I ragazzi che se ne andarono di casa in cerca della paura (The Pier Falls, 2016), Torino, Einaudi, 2017, ISBN 978-88-06-23449-2. (contiene: Crolla il pontile; L'isola; Bunny; Selvatico; La pistola; La lupa e il picchio; Respira; I ragazzi che se ne andarono di casa in cerca della paura; La diga)
- Dogs and Monsters: Stories, London, Chatto & Windus, 2024, ISBN 978-17-847-4555-4.

### Poesie
- Il cavallo parlante e la ragazza triste e il villaggio sotto il mare (The Talking Horse and the Sad Girl and the Village Under the Sea, 2005), Torino, Einaudi, 2006.